# کنسرت رم-فستیوال مولانا
 کنسرت رم-فستیوال مولانا نام یک آلبوم موسیقی اثر  پرویز مشکاتیان، هنرمند ایرانی است که در سبک  سنتی تهیه شده و دارای ۱۴ آهنگ است. ناصر فرهنگ‌فر و محسن کثیرالسفر نیز در ساخت این آلبوم همکاری کرده‌اند.

## فهرست آهنگ‌ها
| ردیف | آهنگ                       |
| ۱    | مقدمه بیداد                |
| ۲    | بیداد                      |
| ۳    | چهارمضراب بیداد            |
| ۴    | درآمد همایون، چکاوک، بیداد |
| ۵    | ضربی بیداد                 |
| ۶    | فرود                       |
| ۷    | چهارمضراب همایون           |
| ۸    | درآمد نوا                  |
| ۹    | ضربی نوا                   |
| ۱۰   | چهارمضراب نوا              |
| ۱۱   | نهفت، کرد بیات             |
| ۱۲   | چهارمضراب کرد بیات         |
| ۱۳   | کرد بیات، فرود نوا         |
| ۱۴   | دو نوازی تمبک              |